# Ритмическое деление
Ритмическое деление в музыке — деление ритмической длительности на равные части. Ритмическое деление обеспечивает изысканность и многообразие музыкального ритма.
В классической (пятилинейной тактовой) нотации основным является бинарное деление длительностей — любой последующий уровень ритмического деления устанавливает деление предыдущей по уровню (более крупной) длительности на две части: целая дробится на две половинные, половинная на две четвертные, четвертная на две восьмые и так далее. Трёхдольные длительности обозначаются как альтерированные двухдольные (с помощью точки). 
Бинарное ритмическое деление известно с конца XIII века (см. Мензуральная нотация), однако нормативным оно стало лишь к XVII веку, когда в музыке окончательно сформировались квалитативная (акцентная) метрика и такт. Исторически первые системы ритмического деления (в многоголосии Ars antiqua XII — XIII веков) были исключительно тернарными (см. Модальная нотация).
Помимо бинарного и тернарного типов ритмического деления встречаются особые виды ритмического деления (англ. tuplets), при котором деление основных длительностей совершается на различное число равных долей, не отвечающее господствующему в метрике данного произведения принципу деления; таким образом возникают дуоль, триоль, квартоль, квинтоль, секстоль, септоль, октоль, новемоль, децимоль (соответственно, деление на 2, 3, 4 и т. д. части), а также группы с бо́льшим числом дробных длительностей, не имеющие специальных названий.